# Bulbophyllum ovalifolium
Bulbophyllum ovalifolium är en orkidéart som först beskrevs av Carl Ludwig von Blume, och fick sitt nu gällande namn av John Lindley. Bulbophyllum ovalifolium ingår i släktet Bulbophyllum och familjen orkidéer. Inga underarter finns listade i Catalogue of Life.